# 키스 배즈
나이절 키스 앤서니 스탠디시 배즈(영어: Nigel Keith Anthony Standish Vaz, 1956년 11월 26일 ~ )는 영국 노동당 소속의 정치인이다. 그는 내무 상임 위원회 의장이었으나, 2016년 성매매 파문으로 자리를 내려놓았다. 불법적인 일은 아니었으나 여론 악화가 원인이었다.

## 역대 선거 결과
| 선거명      | 직책명                             | 대수 | 정당   | 득표율 | 득표수   | 결과 | 당락                           |
| ----------- | ---------------------------------- | ---- | ------ | ------ | -------- | ---- | ------------------------------ |
| 1987년 선거 | 하원의원 (레이체스터이스트 선거구) | 50대 | 노동당 | 46.16% | 24,074표 | 1위  | 레이체스터이스트 하원의원 당선 |
| 1992년 선거 | 하원의원 (레이체스터이스트 선거구) | 51대 | 노동당 | 56.3%  | 28,123표 | 1위  | 레이체스터이스트 하원의원 당선 |
| 1997년 선거 | 하원의원 (레이체스터이스트 선거구) | 52대 | 노동당 | 65.50% | 29,083표 | 1위  | 레이체스터이스트 하원의원 당선 |
| 2001년 선거 | 하원의원 (레이체스터이스트 선거구) | 53대 | 노동당 | 57.55% | 23,402표 | 1위  | 레이체스터이스트 하원의원 당선 |
| 2005년 선거 | 하원의원 (레이체스터이스트 선거구) | 54대 | 노동당 | 58.76% | 24,015표 | 1위  | 레이체스터이스트 하원의원 당선 |
| 2010년 선거 | 하원의원 (레이체스터이스트 선거구) | 55대 | 노동당 | 53.76% | 25,804표 | 1위  | 레이체스터이스트 하원의원 당선 |
| 2015년 선거 | 하원의원 (레이체스터이스트 선거구) | 56대 | 노동당 | 61.13% | 29,386표 | 1위  | 레이체스터이스트 하원의원 당선 |
| 2017년 선거 | 하원의원 (레이체스터이스트 선거구) | 57대 | 노동당 | 66.99% | 35,116표 | 1위  | 레이체스터이스트 하원의원 당선 |